# 강문종
강문종(康文鍾, 1947년 ~)은 부산지방법원에서 법원장을 역임한 법조인이다.

## 생애
1947년 제주에서 출생하여 오현고등학교와 서울대학교 법학과를 나온 강문종은 1971년 제13회 사법시험애 합격하여 1973년 부산지방법원 판사에 임용되었다. 이후 창원지방법원 거창지원장, 대구고등법원 판사를 거쳐 대전지방법원, 부산지방법원, 창원지방법원,  부산지방법원 울산지원(지원장), 부산고등법원, 부산지방법원 동부지원(지원장)에서 붑장판사로 재직하였으며 부산고등법원에서 수석부장판사로 재직하던 2004년에 법원장으로 승진하여 부산지방법원 법원장에 취임하였다. 2005년 2월에 법관에서 물러면서 "사법부의 변혁을 요구하는 목소리가 높은 어려운 시기에 현장에서 혼자 빠져나오는 것 같아 미안한 생각이 앞선다"며 "앞으로 약한 사람을 도울 수 있는 자랑스러운 재야 법조인으로 돌아가 최선을 다하겠다"고 말한 퇴임사에서  "재판 업무를 수행하는 과정에서 나의 언행이 본의 아니게 소송 당사자나 함께 일한 법원 가족의 마음을 아프게 하거나 힘들게 한 적이 있는 것 같아 죄송스러운 마음 금할 길 없어 용서를 구한다"고 하면서 32년간의 법관 생활을 마치고 변호사 사무소를 개업했다.

## 주요 판결
- 대전지방법원 형사1부 재판장으로 재직하던 1990년 1월 12일에 9차례에 걸쳐 11명의 부녀자를 폭행하고 3900여만원의 금품을 빼앗아 사형이구형된 절도 전과 등 4범의 정모씨(18세)에게 특가법 강도상해, 강간죄 등을 적용하여 무기징역을 선고했다.[2]
- 부산고등법원 제1형사부 재판장으로 재직하던 1995년 2월 28일에  친구의 부인을 성폭행하여 1심에서 징역4년을 선고받은 피고인에게 "피고인이 자백하여 작성한 대질심문조서에 피해자의 서명날인이 없고 피해자도 법정에서 대질심문을 한 적이 없다고 진술했다"며 조서를 증거로 채택할 수 없고 "피해자의 진술에도 일관성이 없다"며 원심을 깨고 무죄를 선고했다.[3]
- 부산고등법원 제2민사부 재판장으로 재직하던 1996년 7울 12일에 시위 도중 학교 안으로 들어온 진압경찰에 쫓기다 머리를 다친 부산교대생 이모씨와 가족들이 국가를 상대로 손해배상 청구소송에서 기각 판결을 했던 원심을 깨고 "7600여만원의 배상금을 지급하라"고 하면서 "불법시위에 가담한 이씨의 과실비율 65% 인정되고 부모 등 가족 3명의 청구는 소멸 시효 3년이 지나 기각한다"고 했다.[4]
- 부산고등법원 제1특별부 재판장으로 재직하던 2000년 12월 19일에 애인의 여자친구를 살해하여 무기징역형이 확정된 이모씨가 국립과학수사연구소 남부분소장을 상대로 "감정 의뢰서와 범행의 증거장면을 촬영한 사진 등 일체를 공개하라"며 제기한 정보공개청구 비공개처분취소 청구소송 항소심에서 원고의 청구를 모두 인용하여 원심을 깨고 "사건관련 컬러사진 14장의 복제물을 원고에게 공개하라"며 원고 일부 승소판결했다.